# Tymczasowe aresztowanie
Tymczasowe aresztowanie (potocznie areszt) – najbardziej dotkliwy ze środków zapobiegawczych stosowanych wobec podejrzanego lub oskarżonego w toku postępowania karnego, polegający na osadzeniu go w stałym miejscu (areszcie śledczym), w izolacji od świata zewnętrznego.

## Zakres ograniczenia wolności
Tymczasowe aresztowanie, ze względu na swój izolacyjny charakter jest dużo bardziej dotkliwe dla osadzonego, niż pobyt w więzieniu dla skazanych. Aresztowani nie mają, w przeciwieństwie do skazanych, prawa do przepustek, a rozmowy telefoniczne są kontrolowane przez administracje aresztu śledczego i na numery dozwolone przez organ dysponujący. Ich korespondencja jest cenzurowana przez organ śledczy, co powoduje niejednokrotnie wielotygodniowe opóźnienia poczty. Widzenia z najbliższymi uzależnione są od zgody organu dysponującego (prokuratora lub sądu). W niektórych krajach (Norwegia, Szwecja, Ukraina) z tych powodów, po zapadnięciu wyroku sądowego, zalicza się okres tymczasowego aresztowania do ogólnego wymiaru kary pozbawienia wolności w proporcji 1:1,5 lub 1:2.

## Decyzja o tymczasowym aresztowaniu
O tymczasowym aresztowaniu rozstrzyga sąd na wniosek prokuratora, kierując się potrzebą zapewnienia prawidłowego biegu postępowania. Na etapie postępowania przygotowawczego tymczasowe aresztowanie może zostać uchylone lub zmienione na łagodniejszy środek zapobiegawczy także przez prokuratora.
W myśl przepisów zawartych w kodeksie postępowania karnego, sąd oznacza okres tymczasowego aresztowania, który w zasadzie nie może przekraczać trzech miesięcy (art. 263 § 1). Na postanowienie sądu w przedmiocie zastosowania tymczasowego aresztowania przysługuje zażalenie. W razie potrzeby prokurator może wystąpić o przedłużenie na kolejny okres, który w sumie nie powinien przekroczyć roku (art. 263 § 2). Dotyczy to postępowania przygotowawczego, po skierowaniu do sądu aktu oskarżenia, sąd może nadal utrzymać tymczasowe aresztowanie, tak jednak, aby łączny czas tymczasowego aresztowania nie przekroczył 24 miesięcy (art. 263 § 3). Jednak w szczególnych wypadkach sąd apelacyjny może, na wniosek prokuratora, ten okres przedłużać powyżej 2 lat, teoretycznie bez limitu czasowego (art. 263 § 4). Rekordem jest „areszt tymczasowy” trwający dwanaście lat i trzy miesiące.

## Sytuacja w Polsce
W Polsce tymczasowe aresztowanie powinno nastąpić tylko wtedy, gdy zebrane dowody wskazują na „duże prawdopodobieństwo”, że oskarżony popełnił przestępstwo. W praktyce jest on nagminnie nadużywany.
Tymczasowe aresztowanie, zgodnie z kodeksem postępowania karnego, nie powinno być stosowane, gdy wystarczy inny środek zapobiegawczy. Pomimo to środek ten jest w Polsce nadużywany, o czym świadczą m.in. liczne przegrane przez Polskę sprawy przed Europejskim Trybunałem Praw Człowieka oraz wystąpienie tegoż z 2007 do władz polskich. Stosowanie przepisów o aresztowaniu tymczasowym, które powinno być wyjątkiem od reguły, ma charakter „blankietowy” i jest stosowane w sposób mechaniczny.
Senator RP Dorota Arciszewska-Mielewczyk w oświadczeniu skierowanym do ministra sprawiedliwości Zbigniewa Ziobry stwierdziła m.in.:

W 2004 r. do sądów wpłynęło 38200 wniosków o zastosowanie tymczasowego aresztowania, z czego uwzględniono około 90%! Ponadto, jak wskazują szacunkowe dane, niemal 20% osób tymczasowo aresztowanych przebywa w więziennej celi ponad dwa lata. Nierzadko tak długi areszt jest efektem niekompetencji prokuratorów oraz automatycznego przedłużania aresztu przez sądy, bez wnikania w meritum sprawy.

Adwokat Michał Tomczak wskazuje jednak, że w wielu przypadkach w okresie tymczasowego aresztowania prokuratura nie podejmuje faktycznie żadnych czynności lub są one niezwykle przewlekłe.
W jednej z rekordowych pod tym względem sprawie Adama Kauczora sądy w Katowicach podtrzymywały areszt tymczasowy przez siedem lat i dziesięć miesięcy (od lutego 2000 do listopada 2007). Z zebranych w trakcie postępowania przed Europejskim Trybunałem Praw Człowieka danych wynikało, że w 12% tymczasowych aresztowań ich czas wynosił od 1 do 2 lat, a w 2,5% przypadków przekraczał dwa lata. Równocześnie ETPC wskazał, że naruszenie Konwencji w sprawie Kauczora „wywodzi się z szerszego problemu, który wiąże się ze złym funkcjonowaniem polskiego wymiaru sprawiedliwości”.
W sprawie Czesława Kowalczyka areszt tymczasowy był przedłużany łącznie 12 i pół roku. W tej sprawie był również wydany wyrok ETPC, korzystny dla poszkodowanego. Ostatecznie w 2011 roku Kowalczyk został uniewinniony od zarzutu postawionego w 1999 roku.
W 2012 roku media nagłośniły sprawę Mariana Wegera, który w areszcie „tymczasowym” w Lublinie jest przetrzymywany bez postawienia zarzutów od 2003 roku, czyli łącznie 9 lat.
W 2011 Zgromadzenie Parlamentarne Rady Europy w rezolucji skrytykowało Polskę za ignorowanie obowiązku wykonywania orzeczeń Trybunału Praw Człowieka m.in. w zakresie przewlekłości postępowań sądowych oraz nadużywania aresztów tymczasowych, zaliczając Polskę do grupy dziewięciu krajów, które ignorują obowiązek wdrażania wyroków ETPC do swojego porządku prawnego.
Tendencja stosowania aresztu tymczasowego w sprawach gospodarczych od 2006 roku stopniowo się poprawia – sądy w tych sprawach częściej orzekają inne środki niż areszt tymczasowy. W 2006 roku w sprawach gospodarczych areszt tymczasowy zastosowano wobec 177 osób, w 2008 wobec 75, w 2011 wobec 30. Równocześnie wzrastają kwoty odszkodowań z tytułu niesłusznego aresztowania – w 2009 niesłuszne skazania, aresztowania, zatrzymania i stosowanie innych środków zabezpieczających kosztowały Skarb Państwa 5,3 mln zł, w 2010 – 11,3 mln, a w 2011 – 14,5 mln zł.
W 2015 roku po raz kolejny kontrowersje wzbudziła sprawa Macieja Dobrowolskiego, który w trakcie śledztwa i procesu spędził w areszcie tymczasowym ponad 40 miesięcy oskarżony o przemyt narkotyków jedynie na podstawie zeznań jednego świadka.
Raport HRW z 2017 zwrócił uwagę na to, że w Polsce tymczasowe aresztowanie ma ekscesowy charakter.
Helsińska Fundacja Praw Człowieka zwróciła uwagę na przypadek osoby, której areszt tymczasowy był wznawiany 29 razy. W rezultacie osoba ta była pozbawiona wolności przez niemal 8 lat bez postawienia jakichkolwiek zarzutów. Praktyka aresztów tymczasowych jest kontynuowana, pomimo wyroku ETPCz i licznych upomnień nawiązujących do Europejskiej Konwencji Praw Człowieka.

## Sytuacja w Niemczech
Untersuchungshaft (dosł. areszt śledczy) stosuje się, jeżeli zaistnieją dwie przesłanki:
1. bezpośrednie podejrzenie popełnienia przestępstwa (dringender Tatverdacht);
2. jedna z określonych w ustawie materialnych przyczyn zastosowania aresztu (Haftgrund) – § 112 ust. 2 StPO:
  - oskarżony uciekł lub się ukrywa,
  - istnieje niebezpieczeństwo ucieczki obwinionego przed postępowaniem karnym (Fluchtgefahr),
  - zachowanie obwinionego stwarza podejrzenie, że będzie on:
    - niszczył, zmieniał, usuwał, ukrywał lub fałszował dowody,
    - wpływał w niedozwolony sposób na współobwinionych, świadków, biegłych,
    - nakłaniał do takiego postępowania inne osoby (Verdunkelungsgefahr).